# Ольхова Леся Богданівна
Леся Ольхова (нар. 9 січня 2004) — українська футболістка, захисниця харківського «Металіста 1925» та капітан молодіжної жіночої збірної України.

## Клубна кар'єра
У складі «Ладомира» Ольхова виступала у чемпіонаті України серед жінок з футзалу, а в сезоні 2018—2019 вона стала володарем Кубка України з футзалу. Паралельно в сезоні 2018—2019 Леся Ольхова виступала в вищій жіночій лізі з футболу і стала наймолодшою гравчинею, яка забила там гол в сезоні.  Не дивлячись на юний вік захисниці, їй довіряли виконання одинадцятиметрових ударів і в сезоні 2019—2020 в грі проти уманських «Пантер», молода гравчиня знову відзначилась забитим голом. У сезоні 2020—2021 в активі Ольхової було вже п'ять забитих м'ячів і лише один з них вона забила з гри, а не виконуючи пенальті.
У серпні 2022 року Леся Ольхова перейшла до складу ЖФК «Кривбас». У футболці криворізького клубу дебютувала 10 вересня 2022 року в  виїзному поєдинку 1-го туру Вищої ліги України проти «Дніпро-1». Леся вийшла на поле в стартовому складі, відіграла увесь матч, а на 64-й хвилині навіть забила дебютний гол з пенальті.
У складі команди з Кривого Рогу Леся Ольхова стала володаркою срібної медалі чемпіонату України сезону 2022—2023, також в 2023 році Ольхова разом з «Кривбасом» дебютувала в Лізі чемпіонів УЄФА. В кваліфікаційному матчі проти французького «Парижа», Ольхова вийшла в стартовому складі, а на 84-й хвилині матчу її змінила Фату Кулібалі.
25 листопада 2023 року Леся Ольхова брала участь у фінальному матчі Кубку України проти полтавської «Ворскли», але «Кривбас» програв той матч з рахунком 0:2 і залишився без трофею.
31 січня 2024 року була досягнута домовленість про трансфер Лесі Ольхової  між «Кривбасом» та «Житлобудом-1» (який згодом був перейменований на «Металіст 1925»). У новій команді Леся Ольхова дебютувала 20 березня 2024 року в грі проти «Колосу», а вже 26 березня забила свій перший гол за харківську команду, відзначившись в воротах «Ладомиру».